# Ànec crestat
L'ànec crestat (Lophonetta specularioides) és una espècie d'ocell de la família dels anàtids (Anatidae). Habita llacs, aiguamolls i praderies humides dels Andes del Perú, Bolívia, Xile i Argentina fins a la Terra del Foc. També a les Malvines. És l'única espècie del gènere Lophonetta (Riley, 1914).